# Krasna Góra
Krasna Góra [pronunciación en polaco: /ˈkrasna ˈɡura/] (en alemán: Sonnenberg) es un pueblo ubicado en el distrito administrativo de Gmina Niemodlin, dentro del Condado de Opole, Voivodato de Opole, en el sur de Polonia occidental. Se encuentra aproximadamente a 8 kilómetros al oeste de Niemodlin y a 31 kilómetros al oeste de la capital regional Opole.
Antes de 1945, el área fue parte de Alemania.